# 大川嶺 (小惑星)
大川嶺（おおかわみね、7463 Oukawamine）は小惑星帯に位置する小惑星である。高知県芸西村の芸西観測所で関勉が発見した。
愛媛県久万高原町と内子町の境にある、標高1516mの大川嶺から命名された。